# 黑姬山秀男
黑姬山秀男（1948年11月12日—2019年4月25日），原名田中秀男，日本新潟縣西頸城郡青海町（現在的糸魚川市）出身的前大相撲力士。現役時代的體格182cm、147kg。最高位置是東關脇(1977年3月-7月)。四股名来自出身地的黑姫山。

## 生涯
他於1964年3月首次亮相，並於1969年7月首次進入幕內級別，在9月曾降回十兩，之後再次入幕。他在那裡參加了71次場所和1065場比賽，從未錯過任何一場比賽。他的最高級別是東關脇。他在較低的三役級別（關脇和小結）中出場18次，但對於那些取得這樣成功的人來說，從未在任何一個場所贏得優勝。

## 引退
他於1982年1月退休，成為日本相撲協會的年寄。他在立浪部屋擔任教練，兩名兒子羽黑灘和羽黑國都是部屋的力士。他曾先後使用錦島、山響、出來山、北陣等名跡，直到前關脇北之洋昇強制退休後永久獲得武隈一名。在1992年他創設獨立的武隈部屋，但在2004年3月場所後關閉。他於2013年11月達到了相撲協會的65歲退休年齡。他的孫子田中虎之介於2018年5月加入境川部屋並以田中山一名比賽。
他於2019年4月25日死於肺炎。